# لیدیارد ترگوز
لیدیارد ترگوز (به انگلیسی: Lydiard Tregoze) یک روستا و محله مدنی در بریتانیا است که در Wiltshire واقع شده‌است. لیدیارد ترگوز ۴۹۵ نفر جمعیت دارد.